# Peter Wulff (1774-1842)
 Der er flere personer med dette navn, se Peter Wulff (1808-1881).
Peter Frederik (Friderich) Wulff (født 26. november 1774 i København, død 2. februar 1842 sammesteds) var søofficer og ældre broder til kontreadmiral Christian Wulff.
Han fik en temmelig forsømt opdragelse, indtil han ti år gammel kom i huset hos daværende løjtnant Lorentz Fisker og blev søkadet. Han blev volontær kadet 1780, søkadet 1788, fik Gerners Medalje 1793, blev sekondløjtnant 1794, premierløjtnant 1799, kaptajnløjtnant 1809, kaptajn 1813, kommandørkaptajn 1825, kommandør 1834 og kontreadmiral 1840. 1794 og 1795 var han udkommanderet med orlogsskibene Sjælland og Trekroner, 1796-97 med fregatten Iris til Dansk Vestindien; senere (1799-1801) gjorde han tjeneste i fregatten Havfruen i Middelhavet under den højt ansete kaptajn Jost van Dockum, hvis venskab han ved sin konduite og sit praktiske blik hurtig vandt. Hjemkommen fra dette togt, der i høj grad havde udviklet hans personlighed, ansattes han 1802 i opmålingsskibet Vildanden og året efter ved Søkadetakademiet, og på dette virkede han derefter med dygtighed i hele 38 år. 1803 ægtede han Henriette Weinholdt (1784 – 1836), datter af proprietær Jørgen Weinholdt og Margrethe født Rasmussen. Hun var en fra forstandens og hjertets side højt udviklet kvinde med en fast karakter og fik i sit lange ægteskab med Wulff en betydelig indflydelse på hans liv ved at åbne hans hidtil slumrende interesse for æstetikken. Denne side af hans personlighed fik senere forøget næring ved hans intime omgang med den ædle besidder af stamhuset Juelsberg, general, kammerherre Knud Frederik Juel.

## Kadetchef
Fra 1804 var Wulff i en årrække chef for de årlig udsendte kadetskibe, således bl.a. 1808 for briggen Lovgen, med hvilken han 14. marts forjog den engelske brig The Childers fra Norge og den 19. juni erobrede briggen Seagull; ved disse to affærer, hvor Wulff havde udvist både mod og stor dygtighed som manøvrist, erhvervede han sig megen anseelse. 1809 avancerede han til næstkommanderende på Akademiet, hvis chef den gang var den udmærkede Hans Christian Sneedorff, efter hvis død (1824) han overtog posten som kadetchef. Kun i året 1811 blev hans pædagogiske virksomhed afbrudt, i det han dette år var chef for en kanonbådsafdeling i Storebælt. Som chef for kadetskibet var han sidste gang udkommanderet 1826. Som kadetchef nød Wulff megen anseelse, som bevis herfor erholdt han 1840 kammerherrenøglen, året forinden var han derhos blevet udnævnt til generaladjudant og jagtkaptajn. Kort efter sin udnævnelse til kontreadmiral fratrådte Wulff som chef for kadetkorpset. Han afgik ved døden 2. februar 1842. Wulff havde den lykkelige skæbne at kunne virke størsteparten af sit liv i en stilling, hvortil hans mange udmærkede egenskaber særlig kvalificerede ham; hans ægteskab var usædvanlig lykkeligt, og hustruen forstod på god og kærlig vis at indvirke heldig på hans noget opbrusende, men varme sind; den eneste sky, der hvilede over dette lykkelige hjem, var et pekuniært tryk, der af og til voldte ham en del vanskeligheder.

## Litterær virksomhed
Peter Wulff optrådte i 1813 som skønlitterær forfatter med Rimede Smaating og Efterligninger, og i de følgende år skrev han af og til mindre digte, væsentlig lejlighedsdigte; de blev efter hans død samlede i Poetiske Skrifter af P. F. Wulff (1844). Disse digte er dog uden værd, og Wulffs fortjenester af skønlitteraturen består i hans oversættelser fra engelsk. Skuespilleren Peter Thun Foersom havde 1807-16 udgivet 4 bind af en oversættelse af William Shakespeares dramaer og var begyndt på 5. del; så døde han (1817), og arbejdet blev fortsat af Wulff. Dennes oversættelse, hvoraf 6.-9. del udkom 1818-25 (ny udgave 1845-50) er et for sin tid fortjenstfuldt arbejde. Wulff har desuden oversat nogle skrifter af Thomas More og Byron, bl.a. sidstnævntes drama Manfred (1820).
Wulff blev kammerherre 1841, Ridder af Dannebrog 1808, Dannebrogsmand 1813 og Kommandør af Dannebrog 1828.
Han er begravet på Holmens Kirkegård.
Wulff er portrætteret på J.V. Gertners maleri fra kroningen 1840 i Frederiksborg Slotskirke. Litografi fra Em. Bærentzen & Co. Xylografi af H.P. Hansen 1873.